# Hemisemidalis bipunctata
Hemisemidalis bipunctata är en insektsart som beskrevs av Meinander 1983. Hemisemidalis bipunctata ingår i släktet Hemisemidalis och familjen vaxsländor. Inga underarter finns listade i Catalogue of Life.